# Csíkborzsova
Csíkborzsova (románul Bârzava) falu Romániában Hargita megyében. Közigazgatásilag Szépvízhez tartozik.

## Nevének eredete
Sokan szláv eredetűnek tartják a nevét (Borzává), mert az ószláv nyelvben a „bor” szó fenyőt, a „zava” pedig falut jelent, s így magyarul „Fenyőfalva" a jelentése. Mások viszont (így Balogh Lajos nyelvész is) az ősi magyar családnévtől, a „Bors"-tól származtatják.

## Története
1496-ban említik Borsova néven. Egykor az Egri család 1792-ben építtetett itt egy Szent József  fakápolnát, melyet 1794 és 1821 között kőből újjáépítettek és bővítettek, majd 1842-ben tornyot is építettek hozzá. 1910-ben 639, túlnyomórészt magyar lakosa volt. A trianoni békeszerződésig Csík vármegye Szépvízi járásához tartozott.

## Látnivalók

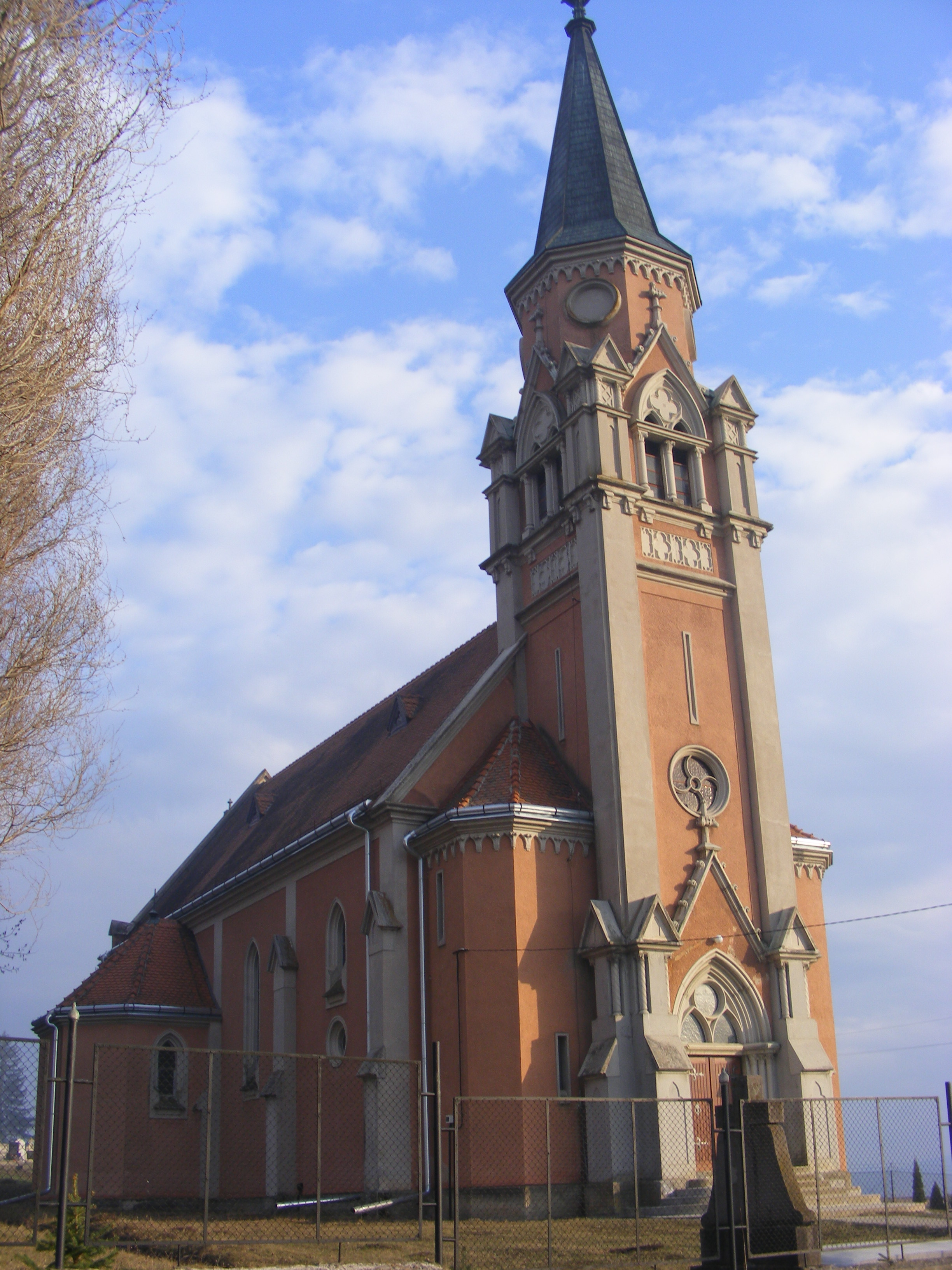
A római-katolikus templom.

- Mai római katolikus temploma 1940 és 1950 között épült, benne 15. századi Madonna-szobor áll.
- A falutól 2,5 km-re keletre a fenyveserdőben egykor borvizes fürdő volt, melyet 1896-ban építettek, de a századfordulót követően tönkrement. 2011-ben újjáépítették, és önkéntes munkával azóta is karban tartják. Borvízkútját ivóvízként hasznosítják.